# ラジオ大阪の歌
『ラジオ大阪の歌』（ラジオおおさかのうた）は、ラジオ大阪（OBC）のステーションソング。通称「OBCソング」（オービーシーソング）。作詞：野坂昭如、作曲：いずみたく。
現在は、メンテナンスによる放送休止前（月曜0:00〜0:03頃）および放送再開前（同4:56〜4:59頃）にフルバージョンを放送、それ以外の日はタイムテーブル上の日付変更前の4:58より60秒バージョンが放送されることもある。ちなみに、60秒バージョンの音源には、OBCソングが作られてからのいきさつを説明するナレーションが入っている。

## 概要
1961年に日本の民間放送史上初のステーションソングとして誕生。作詞担当の野坂と作曲担当のいずみたくは、QRソング（文化放送のステーションソング）や東海ラジオ放送の歌も手掛けている。
AM放送で使用する周波数の数字を歌詞の一部に充てているが、周波数を変更するたびに改められている。

最初の歌詞では、1380kcにちなんで、「1・3・8・0（いち・さん・はち・まる）」と入れていた。後に「1・3・1・0（いち・さん・いち・まる）」を経て、1978年の周波数改定から「1・3・1・4（いち・さん・いち・よん）」に変更。サービスエリアの一部でFM補完放送（ワイドFM）の本放送を開始した2016年3月19日以降の放送分では、ワイドFMの周波数（91.9MHz）を歌詞に盛り込まず、かつ放送上でも「1・3・1・4」バージョンを引き続き使用している。また、周波数の前の歌詞を当初のフレーズからカーラジオの開発・普及に沿ったフレーズに変更するなど、マイナーチェンジを適宜施している。
かつては、ラジオ大阪の公式サイトで歌詞の全文を公開。携帯電話向け着メロ音源の無料ダウンロードも可能だったが、現在はページごと削除されている（歌詞については、外部リンクのアーカイブページ参照）。また、CD「EAT & RUN サウンドトラック」「V-station THE BEST」に収録されている。購入は1314 V-STATION公式サイトからの通販のみ。

## ラジオ大阪におけるその他のステーションソング
ラジオ大阪では一時、「OBCソング」と別のステーションソングを併用していた。
AM放送の周波数が1310kcに変更された1971年11月1日からは、「ちいさなひとこと」（作詞：伊藤アキラ、作曲：小林亜星）と併用。周波数の数字を歌詞に織り込んでいた関係で、1978年の周波数改定に合わせて音源を録り直していたが、1980年代以降は使われなくなった。また、1984年度には「With You」（作詞・作曲・歌唱：EPO）を併用している。